# Freiburger Geschichtsverein
Der Freiburger Geschichtsverein war ein Verein, der sich mit der Geschichte von Stadt und Umland von Freiburg im Breisgau beschäftigte. Er ging auf die bereits 1826 gegründete Gesellschaft für Beförderung der Geschichtskunde zu Freiburg zurück und fusionierte 1946 mit dem 1873 gegründeten Breisgau-Verein Schauinsland zum Breisgau-Geschichtsverein Schau-ins-Land.

## Geschichte
Der Historiker Ernst Münch (1798–1841) initiierte 1826 die Gründung eines Geschichtsvereins in Freiburg.
Die Konstituierung erfolgte dann am 27. Dezember 1826. Neben Münch gehörten auch Karl von Rotteck, Heinrich Schreiber, Ernst Julius Leichtlen, Johann von Türckheim, Kasimir Walchner und Karl Zell zu den Gründungsmitgliedern. Zweck des Vereins war die „Beförderung des Studiums der Geschichte, der Statistik und Alterthumskunde (beide letztere zunächst in Beziehung auf Deutschland, und insbesondere auf das Großherzogtum Baden), ferner die Aufbewahrung vaterländischer Alterthümer.“
1828 erschien ein erster Band der Vereinszeitschrift. In den Folgejahren wurden Tagungen mit Vorträgen zu historischen Themen veranstaltet, wobei außer Schreiber sich aber kaum ein Redner mit der lokalen und regionalen Geschichte befasste. Von 1846 bis 1866 gab es keinerlei Aktivitäten des Vereins.
Am 1. August 1866 wurde der Verein auf Initiative von Cajetan Jäger wiederbelebt, wobei nun die Tätigkeit regional beschränkt wurde. Der Vereinszweck lautete nun: „Pflege der Geschichts-, Alterthums- und Volkskunde von Freiburg, dem Breisgau und den angrenzenden Landschaften.“ Die Mitgliedschaft setzte sich vornehmlich aus Gelehrten, Diplomaten, Offizieren, Pfarrern und Lehrern zusammen. 1873 wurde in Freiburg der Breisgauverein Schauinsland gegründet, der sich auch mit der Lokalhistorie beschäftigte, aber auch die Geselligkeit pflegte und Gebirgswanderungen im Schwarzwald organisierte. Hier bestand die Mitgliedschaft überwiegend aus Künstlern, Kaufleuten und Handwerkern, aber es gab auch damals schon Personen die beiden Vereinen angehörten.
Der historische Verein und der Breisgauverein näherten sich in ihrer Arbeitsweise aneinander an und die Doppelmitgliedschaften nahmen zu. Nachdem der historische Verein veraltete und die Mitgliederzahl abnahm, lag es nahe eine Fusion mit dem Breisgauverein anzustreben, die dann nach dem Zweiten Weltkrieg erfolgte.

## Vereinsnamen
- Gesellschaft für Beförderung der Geschichtkunde zu Freiburg im Breisgau (1826 bis 1866)
- Gesellschaft für Beförderung der Geschichts-, Alterthums- und Volkskunde von Freiburg, dem Breisgau und den angrenzenden Landschaften (1866 bis 1927); auch einfach Historischer Verein genannt
- Freiburger Geschichtsverein (1928 bis 1946)

## Publikationen
Der Verein gab 1828 die Schriften der Gesellschaft für Beförderung der Geschichtkunde zu Freiburg im Breisgau heraus, die nur einmal erschienen ist. Ab 1869 erschien dann die Zeitschrift der Gesellschaft für Beförderung der Geschichts-, Alterthums- und Volkskunde von Freiburg, dem Breisgau und den angrenzenden Landschaften. Die Bände erschienen zunächst in unregelmäßigen Zeitabständen.
Von 1900 bis 1908 kooperierte der historische Verein mit der Zeitschrift Alemannia die in dieser Zeit mit dem Zusatztitel Zugleich Zeitschrift der Gesellschaft für Geschichtskunde zu Freiburg im Breisgau erschien. Ab 1909 löste Fridrich Pfaff die Kooperation mit dem historischen Verein auf, der daraufhin die Zeitschrift der Gesellschaft für Beförderung der Geschichts-, Alterthums- und Volkskunde von Freiburg, dem Breisgau und den angrenzenden Landschaften bis 1927 fortführte.
1928 nannte sich der historische Verein Freiburger Geschichtsverein und publizierte bis 1938 die Zeitschrift des Freiburger Geschichtsvereins.
Nach dem Zweiten Weltkrieg fusionierte der Freiburger Geschichtsverein mit dem Breisgau-Verein Schauinsland. Der neue Breisgau-Geschichtsverein Schau-ins-Land führte die Zeitschrift Schau-ins-Land mit dem Zusatztitel Jahresheft des Breisgau-Geschichtsvereins Schauinsland fort.